# (18737) Aliciaworley
(18737) Aliciaworley (1998 QP79) – planetoida z pasa głównego asteroid okrążająca Słońce w ciągu 3,45 lat w średniej odległości 2,28 j.a. Odkryta 24 sierpnia 1998 roku.